# Kanach Zham
Kanach Zham o la Iglesia Verde (en armenio: Սուրբ Հովհաննես Մկրտիչ եկեղեցի) era un edificio de la iglesia apostólica armenia situado en Shusha, Azerbaiyán; más arriba desde la Catedral de Ghazanchetsots. Kanach Zham significa "Iglesia Verde" en armenio, esto se debe a que alguna vez las cúpulas de la iglesia fueron pintadas de verde. Esta iglesia también se llamaba a veces por el nombre de la antigua iglesia en su lugar, Gharabakhtsots en honor de los agricultores de Nagorno-Karabaj que la construyeron.
Según la inscripción edificio, la iglesia fue construida en 1818 en la plaza de la iglesia de madera en Gharabaghtsots. La cúpula de la iglesia amurallada y su capilla se veían desde muy lejos. Estos últimos tenían innovaciones arquitectónicas.
La iglesia tenía un esquema cruciforme. En el curso de la colocación de capillas laterales bajo el altar en aumento, la fachada oriental de la iglesia y la capilla se unían a ella desde el oeste donde se destaca la singular decoración interior.
Sufrió graves daños durante la segunda guerra del Alto Karabaj en 2020.
La iglesia fue demolida por Azerbaiyán entre diciembre de 2023 y abril de 2024,  aunque el gobierno azerbaiyano y la Eparquía de Bakú de la Iglesia Ortodoxa Rusa habían sostenido previamente que la iglesia, que sufrió daños durante la guerra, todavía estaba en pie y en proceso de "renovación". ". 